# Эримо (мыс)

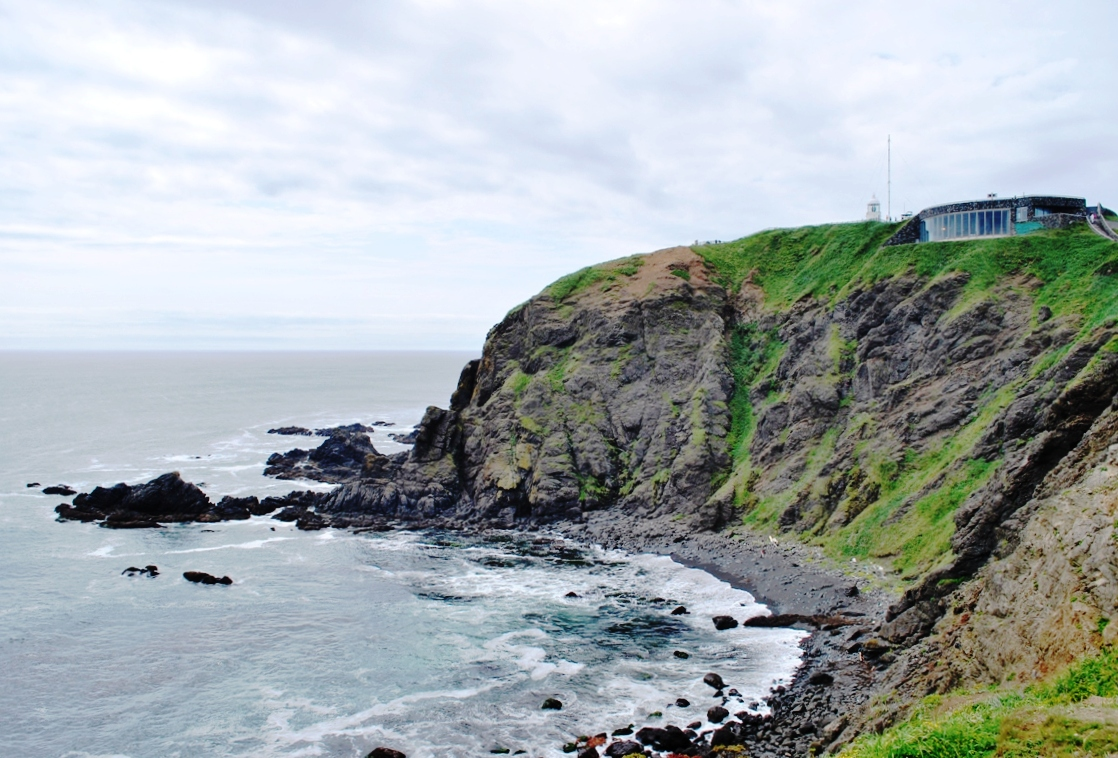
На мысе Эримо

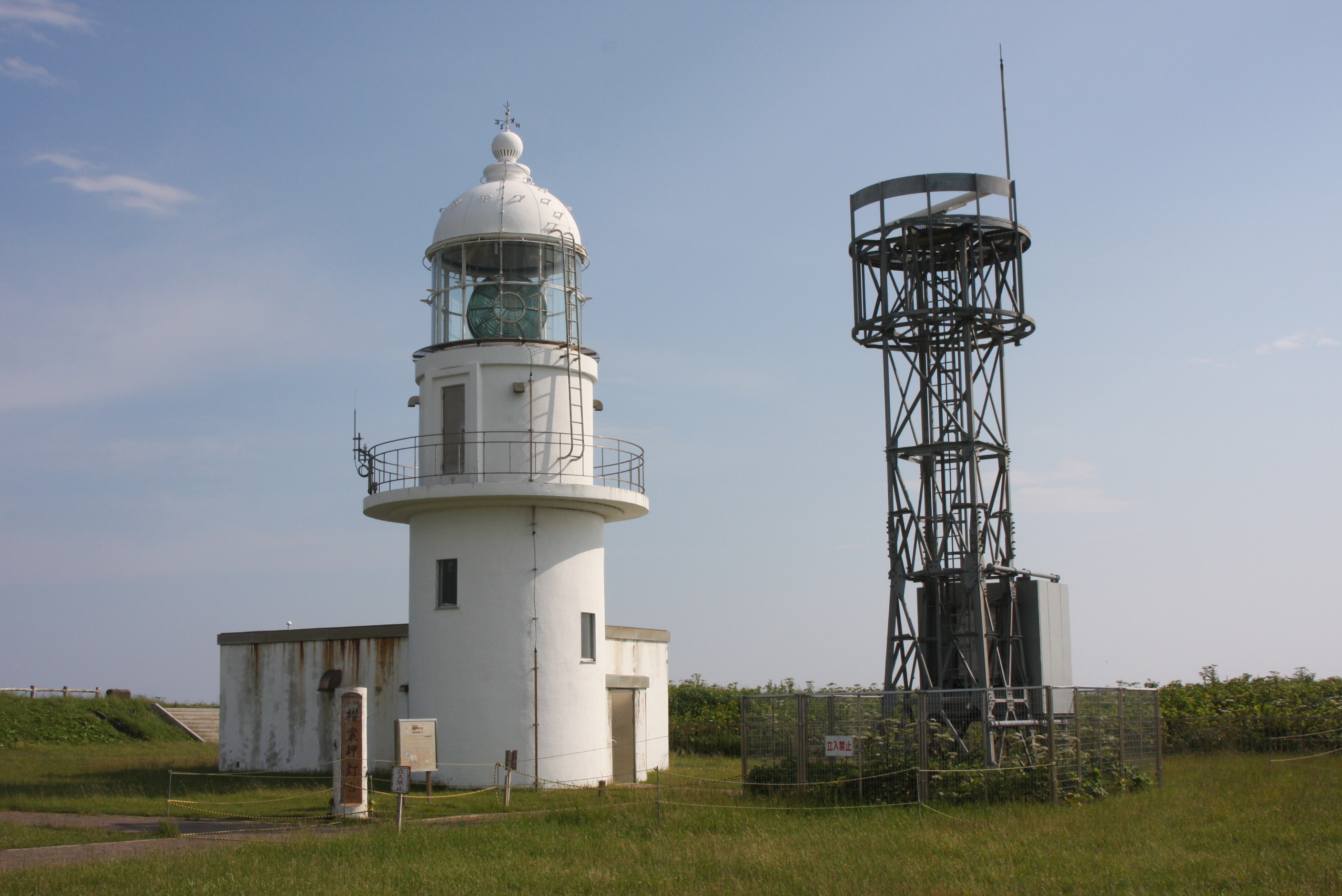
Маяк Эримо

Мыс Эримо (яп. 岬 裳 岬, эримо-мисаки) представляет собой крайнюю южную оконечностью гор Хидака и одновременно является самой юго-восточной оконечностью японского острова Хоккайдо. Врезается в акваторию Тихого океана, оказывающего существенное влияние на климат мыса. Тёплые и холодные воздушные массы здесь встречаются, создавая ветреную погоду и до 100 туманных дней в году. 290 дней в году на мысе дуют сильные ветра со скоростью до 36 км/ч и более. На мысе расположен одноимённый населённый пункт. Высота берегов самого мыса местами достигает 60 метров. На мысе имеется маяк, построенный в 1889 году, который посещают более 400 000 (преимущественно внутренних) туристов в год. В японской культуре отражен в песнях в стиле энка. Здесь расположен музей «Дом ветра» (風の館, Кадзэ-но Яката), посвященный порывам ветра скоростью свыше 25 м/с = 90 км/ч.

## Фауна
На мысе Эримо живёт популяция антура (Phoca vitulina stejnegeri). Это некогда находившийся под угрозой исчезновения подвид тюленя из рода настоящих собачьих тюленей. В 1940-х годах их количество сократилось до 1500 экземпляров, к 1986 году их осталось 350 животных. В 2004 году стадо восстановилось в количестве 905 экземпляров. В прошлом рыбаки и охотники безжалостно убивали тюленей, однако сегодня их численность восстановилась на большой площади ареала. Главной опасностью по-прежнему остаются рыболовные сети, в которых животные запутываются и гибнут.